# Survivor: Worlds Apart
Survivor: Worlds Apart (Mundos Separados) foi a trigésima temporada do reality show americano Survivor produzido pela rede de televisão americana CBS e que estreou em 25 de fevereiro de 2015.
A temporada foi gravada na cidade de San Juan del Sur, Nicarágua, mesma localidade onde, em 2010, foram gravadas Survivor: Nicaragua e Survivor: Redemption Island e, em 2014, Survivor: San Juan del Sur. Foram apresentadas três tribos iniciais, cada um compostas por seis novos competidores divididos por status social: "colarinho branco", "colarinho azul" e "sem colarinho". Um novo conceito foi introduzido nesta temporada e foi oferecido como um item que poderia ser comprado por qualquer competidor durante o Leilão Survivor. Tratou-se do "voto extra", no qual um competidor poderia votar duas vezes em um mesmo Conselho Tribal.
O episódio final, que teve duas horas de duração e foi transmitido em 20 de maio de 2015, apresentou o desafio de fazer fogo, método utilizado para resolver o empate da última eliminação de uma temporada, e que tinha sido realizado pela última vez em 2008, em Survivor: Gabon. Além disso, no episódio final foi revelado que Mike Holloway ganhou a competição, tendo derrotado Carolyn Rivera e Will Sims II em uma votação de 6-1-1 votos.

## Participantes
- Carolyn Rivera - 52 anos - Tampa, Flórida
- Dan Foley - 47 anos - Gorham, Maine
- Hali Ford - 25 anos -  São Francisco, Califórnia
- Jenn Brown - 22 anos -  Long Beach, Califórnia
- Joaquin Souberbielle - 27 anos - Valley Stream, Nova Iorque
- Joe Anglim - 25 anos - Scottsdale, Arizona
- Kelly Remington - 44 anos - Grand Island, Nova Iorque
- Lindsey Cascaddan - 24 anos - College Park, Flórida
- Max Dawson - 37 anos - Topanga, Califórnia
- Mike Holloway - 38 anos - North Richland Hills, Texas
- Nina Poersch - 51 anos - Palmdale, Califórnia
- Rodney Lavoie Jr. - 24 anos - Boston, Massachusetts
- Shirin Oskooi - 31 anos -  São Francisco, Califórnia
- Sierra Dawn Thomas - 27 anos - Roy, Utah
- So Kim - 31 anos - Long Beach, Califórnia
- Tyler Fredrickson - 33 anos -  Los Angeles, Califórnia
- Vince Sly - 32 anos - Santa Mônica, Califórnia
- Will Sims II - 41 anos -  Sherman Oaks, Califórnia

## Episódios
| 01 | It's Survivor Warfare (O Campo de Batalha do Survivor)                        | So Kim               | 10,02 | 25 de fevereiro de 2015 |  |  |
|    |                                                                               |                      |       |                         |  |  |
| 02 | It Will Be My Revenge (Vai Ser a Minha Vingança)                              | Vince                | 9,77  | 4 de março de 2015      |  |  |
|    |                                                                               |                      |       |                         |  |  |
| 03 | Crazy is as Crazy Does (Uma Vez Louco, Sempre Louco)                          | Nina                 | 9,25  | 11 de março de 2015     |  |  |
|    |                                                                               |                      |       |                         |  |  |
| 04 | Winner Winner, Chicken Dinner (Quebrando a Banca)                             | Lindsey              | 9,62  | 18 de março de 2015     |  |  |
|    |                                                                               |                      |       |                         |  |  |
| 05 | We're Finally Playing Some Survivor (Finalmente Jogando um Pouco de Survivor) | Max                  | 9,62  | 18 de março de 2015     |  |  |
|    |                                                                               |                      |       |                         |  |  |
| 06 | Odd Woman Out (A Excluída)                                                    | Joaquin              | 9,64  | 25 de março de 2015     |  |  |
|    |                                                                               |                      |       |                         |  |  |
| 07 | The Line Will Be Drawn Tonight (A Linha Vai Ser Feita Hoje a Noite)           | Kelly                | 9,59  | 1 de abril de 2015      |  |  |
|    |                                                                               |                      |       |                         |  |  |
| 08 | Keep It Real (Mantenha Real)                                                  | Hali                 | 9,84  | 8 de abril de 2015      |  |  |
|    |                                                                               |                      |       |                         |  |  |
| 09 | Livin' On the Edge (Vivendo no Perigo)                                        | Joe                  | 9,35  | 15 de abril de 2015     |  |  |
|    |                                                                               |                      |       |                         |  |  |
| 10 | Bring the Popcorn (Traga a Pipoca)                                            | Jenn                 | 10,09 | 22 de abril de 2015     |  |  |
|    |                                                                               |                      |       |                         |  |  |
| 11 | Survivor Russian Roulette (Roleta Russa do Survivor)                          | Shirin               | 9,25  | 29 de abril de 2015     |  |  |
|    |                                                                               |                      |       |                         |  |  |
| 12 | Holding on for Dear Life (Segurando a sua Vida)                               | Tyler                | 9,22  | 6 de maio de 2015       |  |  |
|    |                                                                               |                      |       |                         |  |  |
| 13 | My Word Is My Bond (Garanto a Minha Palavra)                                  | Dan                  | 9,61  | 13 de maio de 2015      |  |  |
|    |                                                                               |                      |       |                         |  |  |
| 14 | It's A Fickle, Fickle Game (Isso É Um Jogo Volúvel)                           | Sierra Rodney        | 9,74  | 20 de maio de 2015      |  |  |
|    |                                                                               |                      |       |                         |  |  |
| -  | The Reunion (A Reunião)                                                       | Mike4 Carolyn4 Will4 | 7,21  | 20 de maio de 2015      |  |  |
|    |                                                                               |                      |       |                         |  |  |

↑1 O nome grafado em vermelho indica que o competidor foi o vencedor da temporada e, portanto, não foi eliminado. Os nomes grafados em verde  indicam que os competidores foram, respectivamente, o segundo e terceiro colocados e, portanto, não foram eliminados.